# Tấm Cám: Chuyện chưa kể
Tấm Cám: Chuyện chưa kể (tựa tiếng Anh: Tam Cam: The Untold Story) là một bộ phim điện ảnh kỳ ảo thời đại giả tưởng Việt Nam năm 2016 do Ngô Thanh Vân đạo diễn, đồng thời cũng là phim điện ảnh đầu tay do cô đạo diễn. Phim do Ngô Thanh Vân và Trần Bửu Lộc sản xuất, dựa trên phần kịch bản của Hoàng Anh, Jun Phạm, Aaron Toronto, Nhã Uyên và Nguyễn Thị Minh Ngọc. Phim lấy cảm hứng từ truyện cổ tích Tấm Cám với nội dung xoay quanh những mâu thuẫn trong gia đình, cuộc đấu tranh giữa thiện và ác, cùng ước mơ cái thiện thắng cái ác của người Việt Nam. Phim có sự tham gia diễn xuất của Isaac, Hạ Vi, Ninh Dương Lan Ngọc, Ngô Thanh Vân, NSƯT Hữu Châu, Will, S.T, Jun Phạm và Ngọc Trai.

## Nội dung
Nước Đại Việt cổ xưa có nàng Tấm xinh đẹp sống chung với Cám và mụ dì ghẻ. Tấm bị mẹ con Cám đối xử tệ bạc. Tấm đem con cá bống về nhà nuôi trong giếng nhưng cá bống bị mẹ con Cám bắt lên ăn thịt. Ông Bụt hiện ra bảo Tấm lấy xương cá bống bỏ vào lọ đem chôn.
Lúc đó triều đình thông báo tuyển vợ cho Thái tử Hiếu Long, tất cả các cô gái đều có thể vào cung cho Thái tử xem mặt. Tấm cũng muốn đi nhưng dì ghẻ bắt Tấm lựa đậu đen và đậu trắng. Tấm khóc, ông Bụt lại hiện ra bảo Tấm đào bốn lọ xương cá bống lên. Ông Bụt biến ra bộ đồ đẹp và con ngựa cho Tấm vào cung. Trên đường đi Tấm làm rơi chiếc giày xuống sông. Thái tử vô tình đi ra bờ sông rồi nhặt được chiếc giày tuyệt đẹp của Tấm. Thái tử truyền lệnh ai mang vừa chiếc giày sẽ được làm vợ Thái tử. Các cô gái thay phiên nhau thử giày, trong đó có cả Cám, nhưng không ai mang vừa. Đến khi Tấm bước vào mang vừa giày, Thái tử đồng ý cưới Tấm. Tấm làm vợ Thái tử trước sự ghen tức của mẹ con Cám.
Ngày giỗ cha, Tấm về nhà ăn giỗ. Lúc Tấm đang hái cau thì dì ghẻ chặt cây khiến Tấm té xuống chết. Cám được đưa vào cung thay thế Tấm phục vụ Thái tử. Lúc này lão Thừa tướng đang có âm mưu tạo phản để cướp ngôi vua, ông ta được sự trợ giúp của Cám và Tướng quân Thạch Biền. Linh hồn Tấm biến thành chim vàng anh, chim vàng anh bảo vệ Thái tử không bị Cám ám sát. Cám liền giết chim vàng anh, xác của chim biến thành cây xoan đào. Cây xoan đào lại bảo vệ Thái tử không bị Thạch Biền ám sát.
Đất nước láng giềng Chinh La muốn xâm chiếm Đại Việt. Thái tử phải dẫn quân đi đánh đuổi giặc ngoại xâm, đi cùng với Thái tử còn có hai vị Tướng quân là Trần Bằng và Nguyễn Lực. Ở ngoài chiến trường, quân giặc tấn công ồ ạt khiến Thái tử rút lui. Khi đi ngang qua ngọn núi, Trần Bằng đã phản bội và xô Thái tử xuống núi. Bên dưới núi bất ngờ mọc lên một cây thị hứng đỡ Thái tử. Lát sau có bà lão đến hái quả thị và tìm thấy Thái tử. Bà lão đưa Thái tử về nhà chăm sóc, nàng Tấm từ trong quả thị hiện ra gặp lại Thái tử. Sau đó Tướng quân Nguyễn Lực tìm được vợ chồng Thái tử. Hiện giờ đội quân Chinh La đã chiếm được kinh thành, Thái tử liền tập hợp lực lượng chuẩn bị tái chiếm kinh thành. Thái tử chỉ huy đội quân tiến về kinh thành, tiến vào trong cung điện. Một trận chiến ác liệt diễn ra.
Lão Thừa tướng hiện nguyên hình là một con quái vật, ông ta trở mặt giết chết Trần Bằng rồi chiến đấu với Thái tử. Thái tử ăn một viên thuốc thần kỳ, tự biến mình thành quái vật để đánh với lão Thừa tướng. Cuối cùng Thái tử giết được Thừa tướng, chàng trở lại hình dạng con người. Đội quân Chinh La bị tiêu diệt hoàn toàn, Nguyễn Lực giết chết Thạch Biền, còn Cám bị giam vào ngục tối. Đất nước được yên bình như xưa, Thái tử rước nàng Tấm về cung, họ sống với nhau hạnh phúc mãi mãi về sau.

## Diễn viên
- Isaac vai Thái tử Hiếu Long
- Hạ Vi vai Tấm
- Ninh Dương Lan Ngọc vai Cám
- Ngô Thanh Vân vai Dì ghẻ
- NSƯT Hữu Châu vai Thừa tướng
- Will vai Tướng quân Trần Bằng
- Ngọc Trai vai Tướng quân Nguyễn Lực
- S.T Sơn Thạch vai Tướng quân Thạch Biền
- Jun Phạm vai Thái giám Thuận Nô
- NSƯT Thành Lộc vai Ông Bụt
- NSND Ngọc Giàu vai Bà lão
- Hiếu Hiền vai Sứ giả

## Nhạc phim
| STT              | Nhan đề               | Sáng tác                           | Thể hiện         | Thời lượng |
| ---------------- | --------------------- | ---------------------------------- | ---------------- | ---------- |
| 1.               | "Bống bống bang bang" | Only C Nguyễn Phúc Thiện Lou Hoàng | 365              | 3:53       |
| 2.               | "Ta hứa sẽ nhận ra"   | Lê Cát Trọng Lý                    | Lê Cát Trọng Lý  | 4:37       |
| Tổng thời lượng: | Tổng thời lượng:      | Tổng thời lượng:                   | Tổng thời lượng: | 8:30       |

## Quảng bá
Phim khởi chiếu toàn quốc từ ngày 19/8/2016. Sau đó phim đã được mời tranh giải tại Liên hoan phim Quốc tế Busan (Busan International Film Festival-BIFF) lần thứ 21 tại hạng mục A Window of Asia Cinema, và tại 2 liên hoan phim Osaka châu Á 2017, diễn ra từ 3 - 12/3/2017 tại Osaka, Nhật Bản, cùng Liên hoan phim châu Âu Far East Film Festival 2017 tại Udine, Ý từ ngày 21/4 cùng năm.

## Doanh thu
Công ty BHD và VAA - đơn vị sản xuất công bố tác phẩm điện ảnh này thu được hơn 21,8 tỷ đồng từ tất cả cụm rạp trên toàn quốc, trừ hệ thống rạp lớn nhất nước là CGV. Con số này tương đương với lượt người xem trên 288 nghìn lượt. Sau 10 ngày, doanh thu của phim tiếp tục tăng lên hơn 46 tỉ đồng.

## Đón nhận

### Tranh cãi
Ngay sau khi phim công chiếu, các ý kiến khen, chê dành cho phim này rất trái chiều. Nhiều người khen phim là tuyệt phẩm cổ trang đáng tự hào của làng phim Việt gần đây, nhưng không ít khán giả thẳng tay chê phim dở và chỉ ra nhiều "sạn". Các nhân vật trong phim tạo hình thiện ác quá rõ ràng là thừa thãi và gây tác dụng ngược. Bởi thực tế không phải cứ mắt xếch ngược, gương mặt cau có dữ dằn mới là ác, mà cái ác phải thể hiện từ bên trong. Cách tạo hình của Tấm Cám: Chuyện chưa kể  khiến các nhân vật bị hoạt hình hóa, công thức hóa, bế tắc trong một cái khung định sẵn, thiếu đi chiều sâu cá tính.
Diễn xuất của cả dàn diễn viên trẻ đẹp cũng có không ít vấn đề. Ca sĩ Isaac chưa thật sự thuyết phục trong vai thái tử, và gương mặt mới Hạ Vi gây nhiều thất vọng với vai Tấm. Hạ Vi có vẻ đẹp ngoại hình rất phù hợp, nhưng diễn xuất non yếu, nhạt nhẽo, không ít đoạn tỏ ra khá “đơ”. Ninh Dương Lan Ngọc lành nghề hơn, thể hiện tốt hơn, nhưng vai Cám của cô có quá ít đất diễn. Gây khó chịu nhất là các nhân vật đôi lúc tỏ ra kịch quá, cải lương quá, cứ mỗi lần làm chuyện gì tà ác là phá lên cười. Thậm chí một diễn viên kỳ cựu như Ngô Thanh Vân khi nhập vai bà dì ghẻ tàn nhẫn cũng phải gồng mình lên phùng mang, trợn mắt.
Về phần Kịch bản, cách xử lý tình huống kịch bản lại dễ dãi, dễ đoán. Phim có tham vọng xây dựng hình tượng thái tử như một người hùng đứng lên lãnh đạo ba quân, bảo vệ bờ cõi trước giặc ngoại xâm. Nhưng lý tưởng yêu nước này lại nhạt nhòa về sau vì cao trào phim được giải quyết trong cuộc giao tranh mang màu sắc thần bí giữa hai quái vật đại diện hai phe thiện - ác. Trong đó, phe ác - thừa tướng - gây chiến tranh chỉ vì muốn có đủ linh hồn để tu luyện thành người.
Phim ôm đồm nhiều màu sắc: lãng mạn, ngôn tình, thần thoại, giả tưởng, hành động... nhưng chưa lột tả được màu sắc nào đến nơi đến chốn nên càng về cuối, mạch phim càng đuối dần.
Ngoài ra còn có những lỗi không nằm ở chuyện ít hay nhiều tiền mà ở kinh nghiệm xử lý của đạo diễn và êkíp. Đây là điều họa sĩ Trương Huyền Đức chia sẻ trong bài viết khá dài đăng trên trang cá nhân sau khi xem phim.
Họa sĩ thiết kế này tự chấm cho Ngô Thanh Vân điểm 3 trong thang điểm 10 ở lần đầu cô đạo diễn phim điện ảnh. Theo anh, nếu nữ đạo diễn có kinh nghiệm hơn và có đội ngũ hỗ trợ tốt hơn ở các khâu giám sát phim trường, thiết kế, quay phim... thì có lẽ phim của cô tránh được nhiều lỗi.

### Sự cố khi bộ phim không được chiếu tại cụm rạp CGV
Trưa 17/8, êkíp làm phim và nhà sản xuất tổ chức buổi chiếu ra mắt báo giới tại TP HCM. Cuối buổi chiếu, Ngô Thanh Vân và bà Ngô Thị Bích Hiền của công ty BHD - đại diện đơn vị sản xuất - xác nhận bộ phim không được phát hành tại cụm rạp CGV lớn nhất nước. Bà Ngô Thị Bích Hiền - đại diện BHD - cho biết CGV đồng ý sắp lịch chiếu nhưng với tỷ lệ chia thấp hơn cho phim Tấm Cám. Đoàn phim cảm thấy điều đó không công bằng và không chấp nhận đề nghị của CGV vì không thể để phim Việt chịu lép vế. "Việc không chiếu tại CGV sẽ ảnh hưởng doanh thu phim nhưng hy vọng khoảng 76 rạp chiếu còn lại sẽ ủng hộ phim hết mình", bà Hiền nói. Trước đó, nhiều thông tin cho rằng CGV (đơn vị phát hành chiếm 40% tổng số rạp phim trong cả nước) sẽ không phát hành phim này. Dù trailer, thông tin về phim Tấm Cám được giới thiệu nhiều trên Fanpage của CGV nhưng thông tin ngày ra rạp của phim này chưa có.

Tối 18/8, Công ty CJ CGV Việt Nam đã tiếp tục đưa ra phản hồi về việc không đạt được thỏa thuận chia doanh thu và những ồn ào quanh việc từ chối chiếu “Tấm Cám: Chuyện chưa kể”. CGV cho biết việc Công ty BHD - đơn vị phát hành phim "Tấm Cám" nói rằng CGV không đồng ý tỷ lệ ăn chia 50% - 50% do BHD đưa ra là không chính xác: 
“Chúng tôi cũng muốn khẳng định thêm rằng tất cả các con số đưa ra về tỉ lệ này là 70%-30%, 65%-35%... là hoàn toàn sai lệch và không có căn cứ. Chúng tôi bảo đảm tỷ lệ phân chia phòng vé áp dụng cho bộ phim này cũng là tỷ lệ chúng tôi đã và đang làm việc với các đơn vị phát hành khác. Do các điều khoản bảo mật ràng buộc trong hợp đồng, chúng tôi không được phép cung cấp số liệu cụ thể. Tuy nhiên, chúng tôi có đầy đủ thông tin và tư liệu để cung cấp cho các cơ quan chức năng khi cần thiết” 
Phía CGV cũng cho biết, tỷ lệ phân chia doanh thu phòng vé không phải là tất cả, mà số lượng suất chiếu, rạp chiếu và giờ chiếu mới là những yếu tố quan trọng quyết định doanh thu. Cho dù tỉ lệ ăn chia cao nhưng số lượng suất chiếu, rạp chiếu và giờ chiếu không phù hợp thì cũng ảnh hưởng không nhỏ tới doanh thu cuối cùng.
CGV cho biết: “Với bộ phim “Tấm Cám: Chuyện chưa kể”, dựa trên thỏa thuận về tỷ lệ phân chia doanh thu phòng vé, chúng tôi còn khẳng định sẽ hỗ trợ chiếu trên hệ thống 35 cụm rạp của CGV trên toàn quốc với số lượng màn hình tối đa vào các giờ vàng… Có thể đưa ra con số cụ thể dự tính về doanh thu cho bộ phim này như sau: CGV có thể hỗ trợ khoảng 10.000 suất và đạt doanh thu khoảng 30 tỷ (nếu số lượng người mua vé chiếm khoảng 25% trên tổng số ghế ngồi của toàn bộ hệ thống cụm rạp)”.
Về ý kiến cho rằng CGV chèn ép, từ chối phát hành phim Việt, CGV đã đưa ra những con số chứng minh mình luôn dành các suất chiếu tốt nhất cho các phim có chất lượng cao và được công chúng đón nhận, như “Tôi thấy hoa vàng trên cỏ xanh” được chiếu liên tục tại cụm rạp CGV 81 ngày với , tổng số 7.683 suất chiếu; “49 ngày” được chiếu liên tục 89 ngày với 8.775 suất, “Ngày nảy ngày nay” chiếu liên tục 42 ngày với 3.978 suất.
Đồng thời, CGV cũng “tố ngược” BHD mới chính là đơn vị không hỗ trợ phim Việt. Thông cáo của CGV nêu rõ: “Năm 2015, một số phim Việt Nam do CGV phát hành như “Truy sát”, “Ma dai”, “Già gân”…, cụm rạp BHD chỉ hỗ trợ từ 400 – 900 suất chiếu với tổng số ngày chiếu chỉ khoảng 30 ngày. Phim “Ám ảnh” của CGV vào dịp tết 2016 cũng bị BHD từ chối hỗ trợ chiếu. Bộ phim “Găng tay đỏ” 2 tuần nữa sẽ công chiếu toàn quốc cũng chưa nhận được thông báo sẽ hỗ trợ từ BHD”.
Phía CGV cũng cho rằng những thông tin CGV chèn ép, từ chối phát hành phim Việt hay ưu tiên truyền bá văn hóa Hàn và kêu gọi tẩy chay CGV… trên một số phương tiện truyền thông và của Facebooker và Blogger là “không trung thực”, “khai thác lòng tự tôn dân tộc cho lợi ích cá nhân”, “gièm pha, vi phạm luật cạnh tranh”, đã gây ảnh hưởng đến uy tín và thiệt hại về tài chính đối với CGV, cần được xử lý thích đáng.

## Giải thưởng và đề cử
| Năm  | Giải thưởng                  | Hạng mục                                         | Đề cử                              | Kết quả   |
| ---- | ---------------------------- | ------------------------------------------------ | ---------------------------------- | --------- |
| 2016 | Liên hoan phim quốc tế Busan | Ngôi sao mới châu Á                              | Isaac (vai diễn thái tử Hiếu Long) | Đoạt giải |
| 2017 | Ngôi Sao Xanh 2016           | Phim điện ảnh hay nhất (Hạng mục phim điện ảnh)  | Tấm Cám: Chuyện chưa kể            | Đề cử     |
| 2017 | Ngôi Sao Xanh 2016           | Kỹ xảo xuất sắc nhất (Hạng mục phim điện ảnh)    | Tấm Cám: Chuyện chưa kể            | Đề cử     |
| 2017 | Ngôi Sao Xanh 2016           | Diễn viên xuất sắc nhất (Hạng mục phim điện ảnh) | Isaac                              | Đề cử     |
| 2017 | Ngôi Sao Xanh 2016           | Diễn viên xuất sắc nhất (Hạng mục phim điện ảnh) | Ninh Dương Lan Ngọc                | Đề cử     |
| 2017 | Ngôi Sao Xanh 2016           | Đạo diễn xuất sắc nhất (Hạng mục phim điện ảnh)  | Ngô Thanh Vân                      | Đề cử     |
| 2017 | Cánh diều vàng 2016          | Âm nhạc xuất sắc                                 | Nhạc sĩ Đức Trí                    | Đoạt giải |
| 2017 | Cánh diều vàng 2016          | Cánh diều bạc                                    | Tấm Cám: Chuyện chưa kể            | Đoạt giải |